# Cane cinese Chongqing
Il cane cinese Chongqing o Chinese Chongqing Dog è un cane di taglia media con un'origine molto antica, originario della città di Chongqing in Cina ed è, certamente, uno dei cani più rari e meno conosciuti al mondo.

## Storia

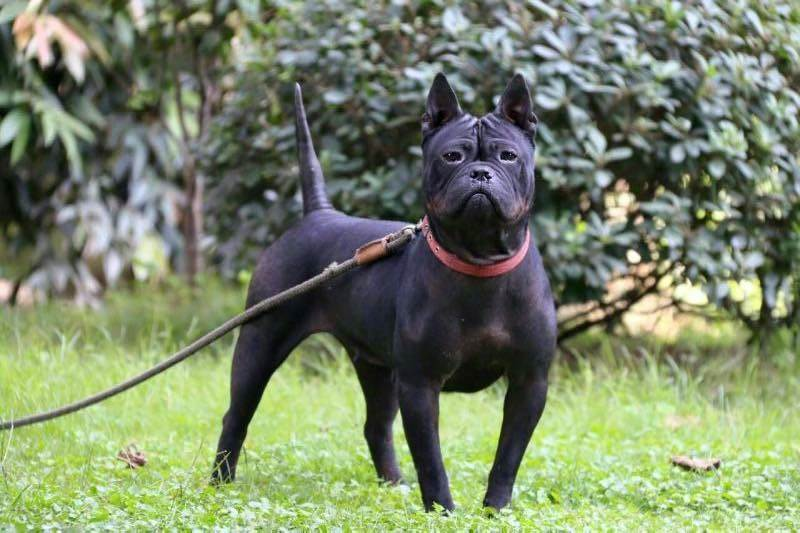
Femmina

Il luogo di origine di questa razza è nella città di Chongqing in quella che era la regione orientale della provincia dello Sichuan in Cina.
Il cane cinese Chongqing è una razza molto antica, si pensa esistesse già oltre 2000 anni fa, infatti, era già presente sotto la dinastia Han in Cina; come dimostrato da diversi reperti archeologici scoperti dopo il 1987.
Per la localizzazione montagnosa e l'isolamento della regione di origine questa razza è stata da sempre isolata da contaminazioni con altre razze. Essa si caratterizza per il suo aspetto e temperamento unico dovuto ad una lunga selezione di allevamento funzionale naturale.
Il cane di Chongqing si caratterizza per la nobiltà di portamento, la lealtà verso il proprietario, il coraggio e la eccellente capacità di combattente.
I cani Chongqing nei luoghi di origine, in passato, sono stati usati per ostentare principalmente la classe sociale elevata del proprietario.
Alla fine del XX secolo, però, il numero di cani Chongqing è progressivamente diminuito per motivi di natura politica che videro la quasi scomparsa di cani ritenuti un "retaggio capitalistico".
Successivamente grazie il supporto di alcuni proprietari del cane Chongqing di zone rurali isolate, è stata iniziata un'opera di recupero di questa razza.
Rilevante comunque il fatto che poche persone conoscono la razza nel mondo; esistono, infatti, in tutto il mondo due soli kennel della razza fuori dal territorio cinese.
Essa è molto rara anche in Cina dove viene considerata più rara dello stesso panda.

## Caratteristiche
Il cane Chongqing somiglia vagamente ad un ipotetico incrocio tra un bulldog e un Thai Ridgeback (somiglianza puramente nelle forme poiché il cane non deriva assolutamente da queste due razze).
Il suo profilo è inscritto in un quadrato; ed esso presenta come caratteristica unica una coda diritta (a canna di bambù) e glabra, ha un colore del mantello uniforme con toni che vanno dal marrone rossiccio al mogano con un aspetto setoso e con peli sottili e corti.
La faccia è caratteristicamente scura e presenta delle caratteristiche pieghe di pelle. Le orecchie hanno una attaccatura alta, sono di forma triangolare ed erette.
Un'altra caratteristica particolare delle razza è quella di possedere una lingua con macchie o chiazze di colore nero-bluastro sulla superficie, spesso ricoprendola tutta; caratteristica questa comune con la razza Chow Chow che probabilmente vanta lo stesso antenato.
La punta del naso (tartufo) è sopraelevata rispetto alla radice del muso. Gli occhi sono scuri ed hanno le palpebre nere.
In origine la razza veniva utilizzata per la caccia al cinghiale e al coniglio; oggi invece è utilizzata in Cina come cane da guardia e da compagnia.
Il cane è particolarmente longevo avendo un'aspettativa di vita anche di 18 anni, inoltre non manifesta alcuna peculiare patologia, fatte salve occasionali patologie cutanee a causa del pelo molto corto.
Lo standard di razza non è attualmente riconosciuto da nessuna organizzazione cinologica internazionale.

## Temperamento
Il cane Chongqing sa essere molto protettivo ed affezionato alla sua famiglia e proprietari, un estraneo, in presenza del suo proprietario, è accettato sia pur con circospezione. Il cane, se non adeguatamente addestrato, può anche essere molto aggressivo con gli sconosciuti quando questi entrano nei "confini" delle proprietà.
Le capacità di apprendimento della razza sono elevatissime, ed inoltre spesso viene usato come baby sitter o nella pet therapy.